# Alcis depravaria
Alcis depravaria är en fjärilsart som beskrevs av Otto Staudinger 1892. Alcis depravaria ingår i släktet Alcis och familjen mätare. Inga underarter finns listade i Catalogue of Life.